# Championnat des Amériques féminin de basket-ball des moins de 16 ans 2017
Navigation
Mexique 2015 Chili 2019
Le championnat des Amériques féminin de basket-ball des moins de 16 ans 2017 se déroule à Buenos Aires en Argentine du 7 au 11 juin 2017. Il s'agit de la cinquième édition de la compétition, instaurée en 2009.

## Équipes participantes

### Qualifications
8 équipes, issues des différentes zones de qualification du Championnat des Amériques U16, sont qualifiées pour cette compétition.
| Mode de qualification                                                                  | Places | Nations qualifiées                        |
| -------------------------------------------------------------------------------------- | ------ | ----------------------------------------- |
| Hôte du championnat des Amériques U16 2017                                             | 1      | Argentine                                 |
| Qualifications Championnat des Amériques U16 2017 (Zone Amérique du Nord)              | 2      | Canada États-Unis                         |
| Qualifications Championnat des Amériques U16 2017 (Zone Amérique centrale et Caraïbes) | 3      | Mexique Porto Rico République dominicaine |
| Qualifications Championnat des Amériques U16 2017 (Zone Amérique du Sud)               | 2      | Colombie Venezuela                        |

## Rencontres

### Premier tour
Légende des classements
- Qualifié pour les demi-finales
- Qualifié pour les matches de classement

#### Groupe A
| Rang | Équipe                 | Pts | J | G | P | Pp  | Pc  | Diff |  | Résultats (dom.\ext.)  |   |       |       |       |
| ---- | ---------------------- | --- | - | - | - | --- | --- | ---- |  | ---------------------- | - | ----- | ----- | ----- |
| 1    | Canada                 | 6   | 3 | 3 | 0 | 249 | 151 | 98   |  | Canada                 |   | 71-65 | 89-38 | 89-48 |
| 2    | Argentine              | 5   | 3 | 2 | 1 | 213 | 155 | 58   |  | Argentine              | - |       | 71-42 | 77-42 |
| 3    | Venezuela              | 4   | 3 | 1 | 2 | 150 | 210 | -60  |  | Venezuela              | - | -     |       | 70-50 |
| 4    | République dominicaine | 3   | 3 | 0 | 3 | 140 | 236 | -96  |  | République dominicaine | - | -     | -     |       |

#### Groupe B
| Rang | Équipe     | Pts | J | G | P | Pp  | Pc  | Diff |  | Résultats (dom.\ext.) |   |       |        |       |
| ---- | ---------- | --- | - | - | - | --- | --- | ---- |  | --------------------- | - | ----- | ------ | ----- |
| 1    | États-Unis | 6   | 3 | 3 | 0 | 270 | 102 | 168  |  | États-Unis            |   | 91-33 | 100-37 | 79-32 |
| 2    | Colombie   | 5   | 3 | 2 | 1 | 146 | 184 | -38  |  | Colombie              | - |       | 45-41  | 68-52 |
| 3    | Mexique    | 4   | 3 | 1 | 2 | 154 | 194 | -40  |  | Mexique               | - | -     |        | 76-49 |
| 4    | Porto Rico | 3   | 3 | 0 | 3 | 133 | 223 | -90  |  | Porto Rico            | - | -     | -      |       |

### Tableau final
|  | Demi-finales | Demi-finales | Demi-finales | Demi-finales |                               |        | Finale       | Finale       | Finale       | Finale       |
|  |              |              |              |              |                               |        |              |              |              |              |
|  | 10 juin 2017 | 10 juin 2017 | 10 juin 2017 | 10 juin 2017 |                               |        | 11 juin 2017 | 11 juin 2017 | 11 juin 2017 | 11 juin 2017 |
|  | A1           | Canada       | 64           | 64           |                               |        | 11 juin 2017 | 11 juin 2017 | 11 juin 2017 | 11 juin 2017 |
|  | A1           | Canada       | 64           | 64           |                               |        | 11 juin 2017 | 11 juin 2017 | 11 juin 2017 | 11 juin 2017 |
|  | B2           | Colombie     | 38           | 38           |                               |        | 11 juin 2017 | 11 juin 2017 | 11 juin 2017 | 11 juin 2017 |
|  | B2           | Colombie     | 38           | 38           | Canada                        | Canada | 46           | 46           |              |              |
|  | 10 juin 2017 |              |              |              | Canada                        | Canada | 46           | 46           |              |              |
|  |              |              | États-Unis   | États-Unis   | 91                            | 91     |              |              |              |              |
|  | B1           | États-Unis   | États-Unis   | États-Unis   | 91                            | 91     | 98           | 98           |              |              |
|  | B1           | États-Unis   |              |              |                               |        |              | 98           |              |              |
|  | A2           | Argentine    | 42           | 42           |                               |        |              |              |              |              |
|  | A2           | Argentine    | 42           | 42           | Match pour la troisième place |        |              |              |              |              |
|  |              |              |              |              |                               |        |              |              |              |              |
|  | 11 juin 2017 |              |              |              |                               |        |              |              |              |              |
|  | Colombie     | Colombie     | 52           | 52           |                               |        |              |              |              |              |
|  | Colombie     | Colombie     | 52           | 52           |                               |        |              |              |              |              |
|  | Argentine    | Argentine    | 59 (OT)      | 59 (OT)      |                               |        |              |              |              |              |
|  | Argentine    | Argentine    | 59 (OT)      | 59 (OT)      |                               |        |              |              |              |              |

### Matches de classement

#### Matches pour la5eplace
|  | Tour de classement 5e - 8e | Tour de classement 5e - 8e | Tour de classement 5e - 8e | Tour de classement 5e - 8e |                        |           | Match pour la 5e place | Match pour la 5e place | Match pour la 5e place | Match pour la 5e place |
|  |                            |                            |                            |                            |                        |           |                        |                        |                        |                        |
|  | 10 juin 2017               | 10 juin 2017               | 10 juin 2017               | 10 juin 2017               |                        |           | 11 juin 2017           | 11 juin 2017           | 11 juin 2017           | 11 juin 2017           |
|  | Venezuela                  | Venezuela                  | 62                         | 62                         |                        |           | 11 juin 2017           | 11 juin 2017           | 11 juin 2017           | 11 juin 2017           |
|  | Venezuela                  | Venezuela                  | 62                         | 62                         |                        |           | 11 juin 2017           | 11 juin 2017           | 11 juin 2017           | 11 juin 2017           |
|  | Porto Rico                 | Porto Rico                 | 61                         | 61                         |                        |           | 11 juin 2017           | 11 juin 2017           | 11 juin 2017           | 11 juin 2017           |
|  | Porto Rico                 | Porto Rico                 | 61                         | 61                         | Venezuela              | Venezuela | 28                     | 28                     |                        |                        |
|  | 10 juin 2017               |                            |                            |                            | Venezuela              | Venezuela | 28                     | 28                     |                        |                        |
|  |                            |                            | Mexique                    | Mexique                    | 71                     | 71        |                        |                        |                        |                        |
|  | Mexique                    | Mexique                    | Mexique                    | Mexique                    | 71                     | 71        | 102                    | 102                    |                        |                        |
|  | Mexique                    | Mexique                    |                            |                            |                        |           |                        | 102                    |                        |                        |
|  | République dominicaine     | République dominicaine     | 45                         | 45                         |                        |           |                        |                        |                        |                        |
|  | République dominicaine     | République dominicaine     | 45                         | 45                         | Match pour la 7e place |           |                        |                        |                        |                        |
|  |                            |                            |                            |                            |                        |           |                        |                        |                        |                        |
|  | 11 juin 2017               |                            |                            |                            |                        |           |                        |                        |                        |                        |
|  | Porto Rico                 | Porto Rico                 | 76                         | 76                         |                        |           |                        |                        |                        |                        |
|  | Porto Rico                 | Porto Rico                 | 76                         | 76                         |                        |           |                        |                        |                        |                        |
|  | République dominicaine     | République dominicaine     | 69                         | 69                         |                        |           |                        |                        |                        |                        |
|  | République dominicaine     | République dominicaine     | 69                         | 69                         |                        |           |                        |                        |                        |                        |

## Classement final
| Place                        | Équipe                 | Vict.-Déf. |
| ---------------------------- | ---------------------- | ---------- |
| Médaille d'or, Amérique      | États-Unis             | 5 - 0      |
| Médaille d'argent, Amérique  | Canada                 | 4 - 1      |
| Médaille de bronze, Amérique | Argentine              | 3 - 2      |
| 4                            | Colombie               | 2 - 3      |
| 5                            | Mexique                | 3 - 2      |
| 6                            | Venezuela              | 2 - 3      |
| 7                            | Porto Rico             | 1 - 4      |
| 8                            | République dominicaine | 0 - 5      |

- Qualification pour la Coupe du Monde U17 2018

## Leaders statistiques

### Points
| Place | Nom                              | Équipe     | PPM  |
| ----- | -------------------------------- | ---------- | ---- |
| 1     | Karina Esquer                    | Mexique    | 17,2 |
| 2     | Sofia Acevedo                    | Argentine  | 16,2 |
| 3     | Florencia Chagas                 | Argentine  | 12,8 |
| 4     | Brynn Masikewich                 | Canada     | 12,0 |
| 5     | Jairennys Del Valle Arias Patiño | Venezuela  | 11,8 |
| 5     | Aliyah Boston                    | États-Unis | 11,8 |

### Rebonds
| Place | Nom                            | Équipe                 | RPM  |
| ----- | ------------------------------ | ---------------------- | ---- |
| 1     | Brynn Masikewich               | Canada                 | 10,2 |
| 2     | Naomy Cueva Alcántara          | République dominicaine | 10,0 |
| 3     | Daniela González               | Colombie               | 9,4  |
| 4     | Katherine Nohemi Russian Maita | Venezuela              | 8,8  |
| 5     | Aliyah Boston                  | États-Unis             | 8,6  |

### Passes décisives
| Place | Nom                       | Équipe     | PDPM |
| ----- | ------------------------- | ---------- | ---- |
| 1     | Florencia Chagas          | Argentine  | 5,2  |
| 2     | Alejandra Arreola Gerardo | Mexique    | 4,4  |
| 3     | Katia Gallegos            | Mexique    | 4,0  |
| 4     | Jordan Horston            | États-Unis | 3,4  |
| 5     | Samantha Brunelle         | États-Unis | 3,0  |

### Contres
| Place | Nom                          | Équipe                 | CPM |
| ----- | ---------------------------- | ---------------------- | --- |
| 1     | Samantha Brunelle            | États-Unis             | 2,2 |
| 2     | Maria Fernanda Manzano Matos | République dominicaine | 2,0 |
| 2     | Jacqueline Vargas-Bines      | Porto Rico             | 2,0 |
| 4     | Aliyah Boston                | États-Unis             | 1,6 |
| 5     | Aaliyah Edwards              | Canada                 | 1,4 |
| 5     | Brynn Masikewich             | Canada                 | 1,4 |

### Interceptions
| Place | Nom                            | Équipe                 | IPM |
| ----- | ------------------------------ | ---------------------- | --- |
| 1     | Alejandra Arreola Gerardo      | Mexique                | 4,4 |
| 2     | Gloria Natalie García Alejo    | Mexique                | 4,3 |
| 3     | Sarah Te-Biasu                 | Canada                 | 4,2 |
| 4     | Marieliz Joan Martinez Morales | Porto Rico             | 3,8 |
| 5     | Yendri Melisa Acosta Cabral    | République dominicaine | 3,4 |
| 5     | Azzi Fudd                      | États-Unis             | 3,4 |

### Évaluation
| Place | Nom                       | Équipe     | EPM  |
| ----- | ------------------------- | ---------- | ---- |
| 1     | Aliyah Boston             | États-Unis | 18,4 |
| 2     | Brynn Masikewich          | Canada     | 18,2 |
| 3     | Samantha Brunelle         | États-Unis | 14,8 |
| 4     | Paige Bueckers            | États-Unis | 14,6 |
| 5     | Alejandra Arreola Gerardo | Mexique    | 13,2 |

## Récompenses
MVP de la compétition (meilleure joueuse) Aliyah Boston